# 奥池南町
奥池南町（おくいけみなみちょう）は、兵庫県芦屋市の町名。郵便番号659-0004。

## 世帯数と人口
2022年（令和4年）8月1日現在の世帯数と人口は以下の通りである。
| 町丁     | 世帯数  | 人口  |
| -------- | ------- | ----- |
| 奥池南町 | 398世帯 | 808人 |

## 小・中学校の学区
市立小・中学校に通う場合、学区は以下の通りとなる。
| 番地 | 小学校             | 中学校             |
| ---- | ------------------ | ------------------ |
| 全域 | 芦屋市立山手小学校 | 芦屋市立山手中学校 |

## 交通

### 鉄道
町内に鉄道駅はない。

### 道路
- 芦有ドライブウェイ

## 施設
- 芦屋 奥池園地
- 芦屋市消防署奥池分遣所